# Fashion Icon
Fashion Icon est un jeu vidéo de simulation de vie et social développé et édité par Gameloft. Il est destiné aux plateformes mobiles Android et iOS.

## Gameplay
Fashion Icon est un jeu Gameloft où une jeune star vient d’arriver à Paris et souhaite avoir du succès avec le monde de la mode. 
Le but du jeu est de l'habiller afin d'obtenir la meilleure apparence possible et de lui donner un look unique.